# Guy François
Guy François  (1947. szeptember 18. – 2019. június 3.) haiti válogatott labdarúgó.

## Pályafutása

### Klubcsapatban
1971 és 1977 között a Violette AC csapatában játszott. 

### A válogatottban
A haiti válogatott tagjaként részt vett az 1974-es világbajnokságon, ahol pályára lépett a Lengyelország és az Olaszország elleni csoportmérkőzésen.
Tagja volt az 1973-as CONCACAF-bajnokságon győztes csapat keretének is, ahol Trinidad és Tobago, Honduras, Guatemala, és Mexikó ellen kezdőként kapott szerepet.

## Sikerei, díjai
Haiti
- CONCACAF-bajnokság győztes (1): 1973